# Euhygia robusta
Euhygia robusta là một loài ruồi trong họ Tachinidae.